# أندريس غونزاليس دياز
أندريس غونزاليس دياز (بالإسبانية: Andrés González Díaz)‏ هو محامي ودبلوماسي وسياسي كولومبي، ولد في 7 يوليو 1955 في بوغوتا في كولومبيا. حزبياً، نشط في الحزب الليبرالي الكولومبي. وقد انتخب Minister of Justice and Law of Colombia ‏ (29 يونيو 1992 – 7 أغسطس 1994) وانتخب عضو مجلس الشيوخ في كولومبيا.